# Mátraverebély, Nógrád
Mátraverebély  este un sat în districtul Bátonyterenye, județul Nógrád, Ungaria, având o populație de 1.986 de locuitori (2011). 

## Demografie
Componența etnică a satului Mátraverebély
     Maghiari (80,72%)
     Romi (17,67%)
     Necunoscut (0,23%)
     Alții (1,38%)
Componența confesională a satului Mátraverebély
     Romano-catolici (53,98%)
     Fără religie (18,53%)
     Reformați (1,96%)
     Necunoscută (24,12%)
     Alte religii (1,66%)
Conform recensământului din 2011, satul Mátraverebély avea 1.986 de locuitori. Din punct de vedere etnic, majoritatea locuitorilor (80,72%) erau maghiari, cu o minoritate de romi (17,67%). Apartenența etnică nu este cunoscută în cazul a 0,23% din locuitori.  Din punct de vedere confesional, majoritatea locuitorilor (53,98%) erau romano-catolici, existând și minorități de persoane fără religie (18,53%) și reformați (1,96%). Pentru 24,12% din locuitori nu este cunoscută apartenența confesională.